# خالد شومان

خالد عبد الحميد شومان (13 أكتوبر 1931 - 30 يونيو 2001) مصرفي فلسطيني شغل مناصب إدارية في البنك العربي الذي قام والده عبد الحميد شومان بتأسيسه.

## حياته
ولد في مدينة نيويورك في 13/10/1931، نشأ وترعرع في القدس، أكمل دراسته الثانوية في كلية فكتوريا بالأسكندرية في مصر.
عام 1955 حصل على شهادة البكالوريوس في الاقتصاد من جامعة كامبريدج في بريطانيا واتبعها بشهادة الماجستير من نفس الجامعة في العام 1959، أتم تدريبه العملي في بنك مدلند في لندن.
عام 1956 تم تعيينه مساعداً للمدير العام في البنك العربي، وانتخب عضواً في مجلس إدارة البنك العربي في العام 1957، ثم عيّن نائباً للمدير العام في البنك العربي عام 1974.

## مناصب شغلها
- نائب رئيس مجلس الإدارة ونائب المدير العام في البنك العربي ش م ع.
- رئيس مجلس إدارة كل من:
  - البنك العربي أستراليا المحدود - سيدني.
  - البنك العربي تونس - تونس.
  - البنك العربي الإسلامي الدولي - عمان.
  - البنك العربي للأعمال - بيروت.
- نائب رئيس مجلس إدارة كل من:55
  - بنك عمان العربي - روي.
  - البنك العربي (النمسا) - زيورخ - النمسا.
  - البنك العربي فرانكفورت، ألمانيا.
  - مؤسسة عبد الحميد شومان - عمّان.
- عضواً في مجلس إدارة كل من:
  - البنك العربي الوطني - الرياض، السعودية.
  - البنك العربي (سويسرا) - زوريخ، سويسرا.